# Sinterklaasjournaal (2024)
Het Sinterklaasjournaal in 2024 was het vierentwintigste seizoen van het Sinterklaasjournaal en werd gepresenteerd door Merel Westrik, als invaller voor de zieke Dieuwertje Blok.
De intocht was dat jaar in Vianen in de gemeente Vijfheerenlanden.
Net als in 2023 werd ook dit seizoen nabesproken in het programma Speculasies.

## Verhaallijn
In de eerste uitzending van het Sinterklaasjournaal blijkt dat Sinterklaas ziek is. Daardoor is hij niet in staat de stoomboot te besturen. Hoofdpiet heeft deze taak gegeven aan Pieterbaas, een Piet die lange tijd vooral stiekem werkte. Merel maakt zich in dezelfde uitzending zorgen over het uitdelen van de cadeaus nu Sinterklaas ziek is. Hoofdpiet zegt dat ze zich geen zorgen hoeft te maken, want hij gaat er gewoon voor zorgen dat de mensen alles krijgen wat ze willen. 
Ook in het grote pietenhuis zijn de voorbereidingen voor de komst van Sinterklaas in volle gang. 'Spanjaards mantelzorg' is ingeschakeld om vanaf nu niet alleen de mantel van Sinterklaas te verzorgen, maar ook de verdere verzorging van de Sint op zich te nemen. Ze brengen onder andere een rolstoel en ziekenhuisbed naar binnen. Sinterklaas wilde bij aankomst deze spullen niet hebben en dus werden ze weer weggehaald. Sinterklaas bleef moeite houden met lopen en moest uiteindelijk met een ambulance naar het ziekenhuis. Daar bleek dat Sinterklaas in Spanje zijn been had gebroken nadat hij was gaan lopen zonder zijn staf. Het moeizame lopen kwam dus door het gips, dat hij sindsdien om zijn been had. Gelukkig was het been weer helemaal genezen en kon het gips er af worden gehaald. Sinterklaas moest wel aan de dokter beloven dat hij nooit meer zou gaan lopen zonder zijn staf.
Tijdens de intocht fietsten de pieten van Ameide naar Vianen. Omdat ze dit zo leuk vonden mochten de pieten de fietsen blijven gebruiken zolang ze in Nederland waren. Daarop besloten zo om voortaan de cadeautjes op de fiets rond te brengen. Echter, alle fietsen gingen stuk omdat er in elke achterband een pepernootje zat. Piet de smeerpoets probeerde de fietsen te maken, maar dat lukte niet. Gelukkig konden de pieten fietsen lenen van mensen in Nederland. Zij deden daarvoor hun fietssleutel in hun schoen.
Pieterbaas had van de Hoofdpiet de opdracht gekregen om, op de stoomboot, alles in te pakken wat de mensen wilden hebben. Dit waren veel te veel wensen en dus raakten de cadeaus op. Toen Pieterbaas dit aan hoofdpiet vertelde, nam die dat niet serieus. Hoofdpiet besloot daarop zelf te gaan kijken op de stoomboot, maar toen Hoofdpiet bij de kade arriveerde was de stoomboot verdwenen.

## Rolverdeling
| Rol                                                             | Naam                                      |
| --------------------------------------------------------------- | ----------------------------------------- |
| Presentatrice                                                   | Merel Westrik                             |
| Verslaggever                                                    | Jeroen Kramer                             |
| Verslaggeefster                                                 | Rachel Rosier                             |
| Voice-over (samenvatting intocht, weekoverzicht, jaaroverzicht) | Herman van der Zandt                      |
| Sinterklaas                                                     | Stefan de Walle                           |
| Hoofdpiet                                                       | Niels van der Laan                        |
| Wellespiet                                                      | Dick van den Toorn                        |
| Boekpiet                                                        | Marc Nochem                               |
| Reservepiet                                                     | Pim Muda                                  |
| Vergeetpiet                                                     | John Jones                                |
| Malle Pietje                                                    | Owen Schumacher                           |
| Proefpiet                                                       | Leon van der Zanden                       |
| Verdwaalpiet                                                    | Mingus Dagelet                            |
| Piet de Smeerpoets                                              | Han Oldigs                                |
| Rijmpiet                                                        | Jeroen Spitzenberger                      |
| Chocopiet                                                       | Rosa da Silva                             |
| Rijmpiet                                                        | Jip Smit                                  |
| Slimpiet                                                        | Jeske van de Staak                        |
| Pieterbaas                                                      | Rick Paul van Mulligen                    |
| Piet                                                            | Sara Afiba                                |
| Postbode                                                        | Theo Schouwerwou                          |
| Jan Boel                                                        | Bert Visscher                             |
| Helma Boel                                                      | Brigitte Kaandorp                         |
| Gastrollen                                                      |                                           |
| Inwoners Ameide                                                 | Suse van Kleef Jeroen Stekelenburg        |
| Hangjongeren (spelers van het Nederlands 3×3-basketbalteam)     | Jan Driessen Worthy de Jong Arvin Slagter |
| Buurman die op het raam bonst                                   | Hans Kazàn                                |
| Meneer en mevrouw Van Geneugten uit Daarhebjenum                | Steven Kazàn Jamie Kames                  |
| Brugwachter                                                     | Guido Pollemans                           |
| Inwoner Leerdam                                                 | Özcan Akyol                               |
| Meneer Spaargaren                                               | Rico Verhoeven                            |
| Wegwerkers Meerkerk                                             | Thomas Acda Paul de Munnik                |
| Inwoner Meerkerk                                                | Maaike Timmerman                          |
| Simone Spanjaard van Spanjaards Mantelzorg                      | Susan Visser                              |
| Dirigent fanfare Schoonrewoerd                                  | Leo Blokhuis                              |
| Burgemeester Vijfheerenlanden                                   | Sjors Fröhlich                            |
| Man die spandoeken ophangt                                      | Rob Janssen                               |
| Baliemedewerkster stadhuis                                      | Carolien Borgers                          |
| Bruid en bruidegom                                              | Eva Koreman Frank van der Lende           |
| Patricia Hemel                                                  | Amara Onwuka                              |
| Familie De Graaier                                              | David Lucieer Ellen Parren                |
| Cor en Loes van der Wiel                                        | Sabri Saad El Hamus Beppie Melissen       |
| Pietenspotter                                                   | Ronald Snijders                           |
| Ton Brokkema                                                    | Rayen Panday                              |
| Buurman                                                         | Alex Ploeg                                |
| Ambulancemedewerkers en verpleegkundigen ziekenhuis             | Ricky Koole Wieger Windhorst              |
| Dokter                                                          | Tamar van den Dop                         |
| Appie, verzamelaar                                              | Omar Ahaddaf                              |
| Max, die zijn fiets heeft uitgeleend aan de Pieten              | Alex Hendrickx                            |
| Moeder met baby                                                 | Amber Brantsen                            |
| Buspassagier                                                    | Myrthe Burger                             |
| Fietsenmaker Frans Desmid                                       | Mert Ugurdiken (Mertabi)                  |
| Astronaut Binnert uit de Bocht                                  | André Kuipers                             |
| Man die verlanglijstje naar de stoomboot brengt                 | Steef de Bot                              |
| Taxichauffeur                                                   | Camilla Siegertsz                         |
| Mevrouw Plakhaar                                                | Nadja Hüpscher                            |
| Mensen die pakjes bij de stoomboot komen ophalen                | Nina de la Croix Ruud Smulders            |
| Conciërge basisschool                                           | Jan Beuving                               |

## Verwijzingen
Zoals in andere jaren bevat ook het Sinterklaasjournaal van 2024 weer verwijzingen naar onder meer de Nederlandse politiek, bijvoorbeeld:
- De hoofdpiet heeft een nieuwe roerganger, Pieterbaas, aangesteld om de stoomboot te besturen. Deze roerganger zou nog onbekend zijn. Volgens de hoofdpiet werkt Pieterbaas al jaren voor Sinterklaas, hij deed dit vooral 's nachts door stiekem aan schoorstenen te luisteren. Hij trekt het stuurwiel naar rechts. Dit is een verwijzing naar partijloze premier Dick Schoof die voorheen voor de AIVD werkte.
- Hoofdpiet 'speelt' de rol van coalitieleider, zo heeft hij de route van Spanje naar Nederland op hoofdlijnen aangegeven op een kaart. Dit is een verwijzing naar het hoofdlijnenakkoord dat de coalitiepartijen sloten. Tevens gaf Hoofdpiet aan dat alles op de verlanglijstjes dit jaar wordt gegeven omdat hij 'Nederland wil geven wat het wil', en dat sommige dingen op verlanglijstjes in de ijskast te vinden zijn, beide ook verwijzingen naar de coalitiepartijen in het kabinet Schoof.
- Tijdens de intocht werden meerdere verwijzingen gemaakt naar de Ronde van Frankrijk. Burgemeester Sjors Fröhlich zat achterop de motor om met microfoon verslag te doen van de pietenfietstocht door de gemeente. Van de verschillende dorpen, stadjes en bezienswaardigheden werd verslag gedaan zoals tijdens de Ronde van Frankrijk.  Tijdens de fietstocht werd 'A Bicyclette' van Yves Montand gespeeld, dat ook wordt gebruikt in De Avondetappe.  Ook was een fragment van de Finishtune van de Radio Tour de France (‘Tarantuella’ van Rein van den Broek) te horen. Een van de pieten kreeg een lekke band, de piet kreeg daarop een reservefiets van de volgwagen. Dit alles is een verwijzing naar het verleden van Fröhlich. Hij heeft als radioverslaggever acht keer vanaf de motor verslag gedaan van het koersverloop bij Radio Tour de France tijdens de Ronde van Frankrijk. In het verslag van de intocht tijdens het daaropvolgende Sinterklaasjournaal fungeerde voormalig Avondetappe verslaggever Herman van der Zandt als voice-over. Hij fungeerde ook als voice-over bij het jaaroverzicht.
- In de achterbanden van de fietsen van de Pieten zat een pepernootje. Dat was een verwijzing naar het bekende Sinterklaasliedje "Piet ging uit fietsen" waarin dit aan het eind het eerste complet wordt gezongen. Ook de reparatie hiervan door de smid verwees naar dit lied.
- Tijdens de ziekenhuisscène was een kort fragment van de titelmuziek van Medisch Centrum West (Maladie d’Amour van Robert Strating) te horen. Deze serie keerde in november van dit jaar terug bij SBS6.
- Terwijl de stoomboot voor een brug lag te wachten kwam een moeder met haar dochter naar de stoomboot om een zak met cadeautjes op te halen. Pieterbaas reageerde met het invullen van een formulier met allerlei gegevens, gevolgd door "etcetera, etcetera". De moeder zegt vervolgens "hij staat daar" en Pieterbaas reageert met "Ja, hij staat daar". Dit is een verwijzing naar het reclamespotje met de paarse krokodil.

## Tumult
Rond de ziekenhuisopname van Sinterklaas en het geluid van een cirkelzaag tijdens de vermeende operatie van Sinterklaas ontstond er enig tumult. Sommige ouders stelden dat de ziekenhuisopname tot grote schrik bij hun kinderen had geleid, waarbij de scène met het geluid van een cirkelzaag als een 'horrorscene' was ervaren.
2001 · 2002 · 2003 · 2004 · 2005 · 2006 · 2007 · 2008 · 2009 · 2010 · 2011 · 2012 · 2013 · 2014 · 2015 · 2016 · 2017 · 2018 · 2019 · 2020 · 2021 · 2022 · 2023 · 2024